# 40 (U2)
"40" è un brano musicale degli U2, estratto come ultimo singolo dall'album War del 1983.

## Descrizione
Il brano è stato registrato per l'album War. Era la notte dell'ultimo giorno in cui la band aveva a disposizione la sala di incisione e alla band mancava ancora un pezzo per concludere l'album. Non era presente Adam Clayton (che era tornato a casa ore prima) e fu velocemente deciso di fare una canzone con solo basso (che fu suonato da The Edge) e con un testo estrapolato da un libro. La scelta ricadde sul salmo 40 della Bibbia che ben si conciliava nel progetto, in quanto risultava un pezzo spirituale in un album dal forte impatto politico.
Il testo del brano, pertanto, è la trascrizione di parte dell'omonimo salmo. La scelta di questo salmo rispetto ad un altro fu dovuto al fatto che Bono fu particolarmente colpito dal testo, in quanto vi è l'annuncio che l'amore prenderà il posto delle ferree leggi di Mosè, cosa questa che interessava il Re Davide (probabile autore del salmo) alla luce dei peccati commessi dallo stesso.
La canzone è stata utilizzata negli anni ottanta dal gruppo irlandese per concludere i concerti dal vivo, come testimoniato dal video di Under a Blood Red Sky registrato al Red Rocks Amphitheatre nella città di Denver in Colorado ed in alcuni concerti dell'Elevation Tour e del Vertigo Tour. Il pezzo ha inoltre una caratteristica che lo rende unico: è l'unica canzone degli U2 che vede The Edge ed Adam Clayton "scambiarsi" gli strumenti, ovvero il primo inusualmente al basso, mentre il secondo alla chitarra.

## Tracce
Testi di Bono, musiche di U2.
1. 40 (How Long) (album version) – 2:35
2. Two Hearts Beat as One (album version) – 4:02

## Formazione
- Bono – voce
- The Edge – basso,  cori
- Adam Clayton – chitarra
- Larry Mullen – batteria